# معتمدية العامرة
معتمدية العامرة إحدى معتمديات الجمهورية التونسية، تابعة لولاية صفاقس. يقال أن العامرة كانت تسمى في القديم الخريبة. إلا ان الزعيم التونسي الراحل الحبيب بورقيبة استنكر ذلك اثر زيارته للمعتمدية و أطلق عليها اسمها الحالي.

### مواضيع ذات علاقة
- ولاية صفاقس.